# سنتز کینولین کمپس
سنتز کینولین کمپس (انگلیسی: Camps quinoline synthesis) یک واکنش شیمیایی است که طی آن یک اورتو-آکریل‌آمینواستوفنون در حضور یون هیدروکسید به دو نوع هیدروکسی‌کینولین(محصولات A و B) تبدیل می شود.